# Szőke Tisza (hajó)
A Szőke Tisza (II.) egy 1916–1917-ben gyártott magyar lapátkerekes gőzhajó, egyes források szerint a legnagyobb magyar folyami személyszállító gőzhajó, amelyet több évtizedes szolgálat után kivontak a forgalomból. Állaga ezt követően folyamatosan romlott, és ugyan többször felmerült teljes elbontásának gondolata, a magyar hajózás emlékeinek megmentését akarók erőfeszítése miatt ez mindeddig nem történt meg.

## Története
A Szőke Tisza 1916–1917-ben épült a Ganz és Társa-Danubius Villamossági-, Gép-, Waggon- és Hajógyár Rt. újpesti üzemében két két kéményes, lapátkerekes hajóként. Hossza 77,4 m, szélessége 15,29 m volt. Belsejét fényűzően díszesre építették, amelyről korabeli fényképek tanúskodnak. Eredetileg az akkor uralkodó IV. Károly magyar királyról lett elnevezve. 1919-től Sasra, 1930-ban Szent Imrére keresztelték át Szent Imre magyar herceg halálának 900. évfordulójához közeledve. A második világháború után a Felszabadulás nevet kapta.
1957–1958 felújították, és sétahajóként működött 1976-ig. Ezt követően Budapesten tartották állóhajóként, majd 1978-ban Szegedre vontatták, és ugyanilyen funkcióban működött tovább. 1980-tól egy étterem költözött fel rá, majd az 1980-as évek végétől már egy szórakozóhely üzemelt rajta. Rendszeres karbantartás hiányában a szegedi önkormányzat végül az eladásáról döntött, és (jelképes összegért) a Mahart Tiszayacht Kft. vásárolta meg, majd 2000-ben a tápéi öbölbe vontatta. Ez a vállalat ugyancsak elhanyagolta a karbantartást.[forrás?] A hajó fizikai állapota végül olyan szintre romlott, hogy 2012. február 29-én kettétört, és az alacsony öbölben félig elsüllyedt. Ekkor elbontásáról döntöttek, de ez végül csak – a fémfeldolgozó vállalat csődbemenése miatt – részlegesen tudott megvalósulni: a berendezések, és a hajó felső része szét lett szedve, a hajótörzs a gépekkel azonban továbbra is a vízben maradt.
Kiemelésére többen vállalkoztak volna, azonban nem tudták előre garantálni a hajótest egyben maradását. Évekkel később, 2020 januárjában mégis sikerült kivontatni a hajótestet az öböl melletti szárazföldre, és a hajótest nem tört további darabokra.
Egy 2020 végi nyilatkozat a következőket tartalmazta: „Heizler Tamás, a MA-HARD Vízépítő Kft. ügyvezetője a rádiónak elmondta, hogy eddig 100 milliós nagyságrendben költöttek a gőzös kiemelésére és biztosítására, a hajó rekonstrukciója és kialakítása pedig akár 4 milliárd forintba is kerülhet, attól függően, hogy a leendő befektető mit szeretne belőle kihozni.”[forrás?]

## Újjáépítés
Kreinbacher József, magyar vállalkozó és borász, turisztikai fejlesztései keretében 2023 végén bejelentette, hogy újraépítteti és a Lánchíd pesti hídfőjéhez költözteti a történelmi magyar folyami gőzhajó,rekonstrukcióját. A projektet a Chain Bridge Experience Kft. vezeti, és a Kisfaludy Turisztikai Program keretében az állam 5 milliárd forinttal támogatja. A megépítendő, mintegy 80 méter hosszú múzeum- és rendezvényhajó nem szállodahajóként funkcionál majd, hanem interaktív látványosságként, rendezvényeinek helyszíneként üzemel. A teljes beruházás – beleértve a környezetrendezést és infrastruktúra‑fejlesztést – a tervek szerint 10–12 milliárd forintba kerülhet, és a hajó Komárnóban (Révkomárom), helyi hajógyárban készül majd. A cél az, hogy Budapest és Magyarország a turizmus élvonalába kerüljön az élményszervezés terén is.

## Érdekességek

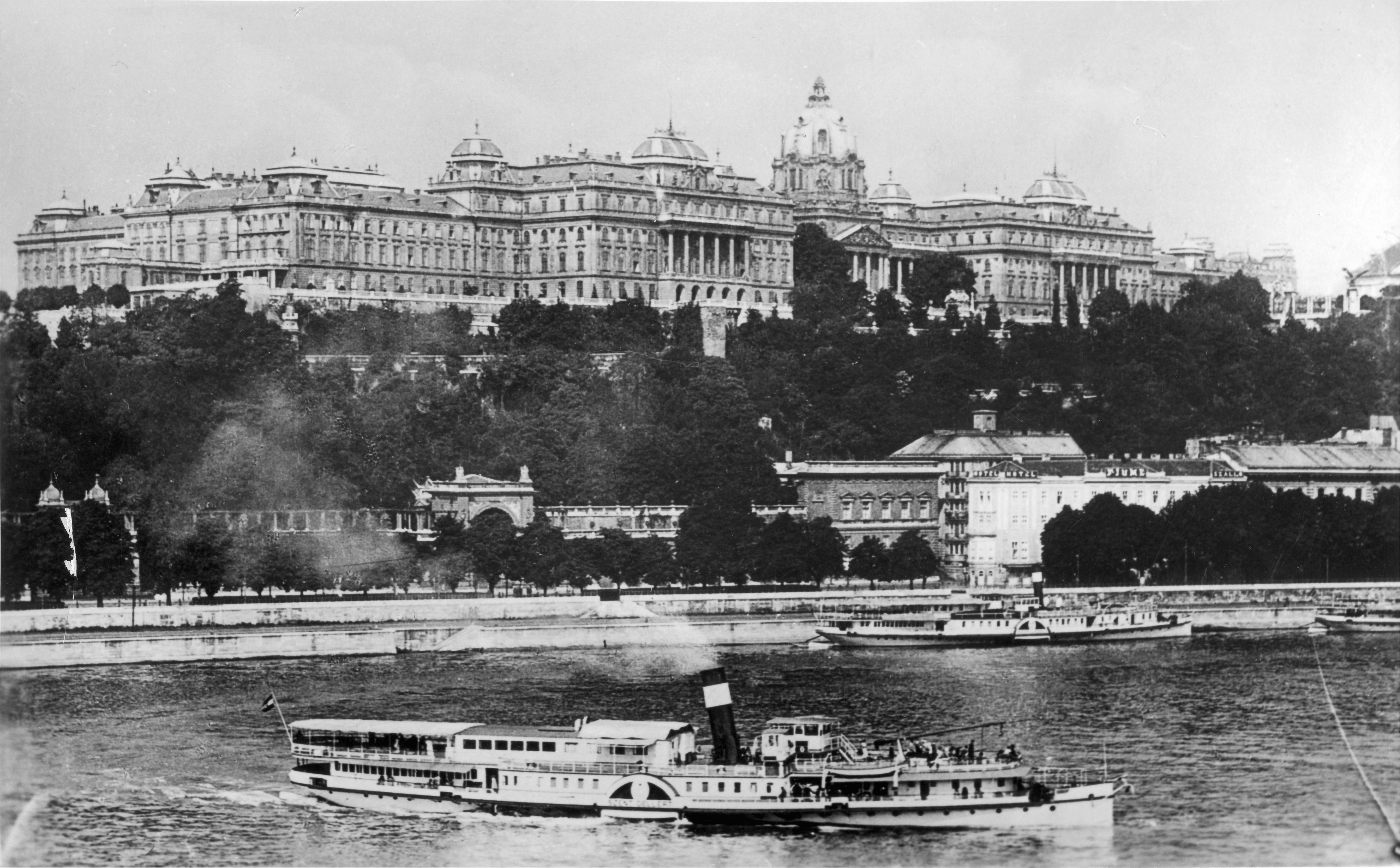
A Szőke Tisza I.

- 1918-ban megépült a hajó méretben, kialakításban azonos párja, amelyet IV. Károly feleségéről, Bourbon–parmai Zitáról Zitának neveztek el. 1950-ben Szent Istvánná keresztelték át. 1965-ben leselejtezték, és szétvágták.
- Létezett egy másik Szőke Tisza nevű hajó is (gyakran „Szőke Tisza I.”). Ezt 1918-ban gyártották, és 1960-ban vonták ki a forgalomból. Szegeden állomásították, de 1978-ban elsodorta a Tisza. A Szegedi Partfürdőn futott szárazra, és 1979-ben itt is vágták szét.[1] Ezt követően szállították oda a közismert Szőke Tiszát („Szőke Tisza II.”), amely nevét is a másik hajóról kapta.